# 자메이카큰깔때기귀박쥐
자메이카큰깔때기귀박쥐(Natalus jamaicensis)는 깔때기귀박쥐과 깔때기귀박쥐속(Natalus)에 속하는 박쥐의 일종이다. 자메이카에서 발견된다. 처음에는 히스파니올라큰깔때기귀박쥐(Natalus major)의 아종 Natalus major jamaicensis로 기술되었지만, 나중에 멕시코깔때기귀박쥐(Natalus stramineus)의 아종으로 간주했고 현재는 깔때기귀박쥐속(Natalus)의 다른 많은 종들과 유사하게 별도의 종으로 분류한다. 자메이카 세인트 클레어(St. Clair) 동굴에서 서식하며, 먹이는 곤충이다.

## 분류
깔때기귀박쥐속(Natalus)은 1919~1920년 사이에 앤서니(H. E. Anthony)가 수집한 부분적인 아랫턱 표본을 기초로, 1951년 쿠프먼(Koopman)과 윌리엄스(Williams)가 자메이카에서 처음 보고했으며 학명은 N. Major이었다. 자메이카깔때기귀박쥐는 1959년 굿윈(George Gilbert Goodwin)이 학명 Natulus major jamaicensis로 처음 기술했다. 모식 표본은 루이스(C.B. Lewis)가 1954년 3월 5일, 자메이카 세인트캐서린구 세인트 클레어 동굴에서 수집한 수컷 두개골과 피부였다.

## 분포 및 서식지
자메이카큰깔때기귀박쥐는 자메이카 세인트 클레어 동굴에서만 발견된다.